# کارل هگر
کارل هِگِر (چکی: Karel Höger; ۱۷ ژوئن ۱۹۰۹ – ۴ مهٔ ۱۹۷۷) بازیگر اهل چکسلواکی بود. او بین سال‌های ۱۹۳۹ تا ۱۹۷۷ در نزدیک به ۱۰۰ فیلم ظاهر شد.
از فیلم‌ها یا برنامه‌های تلویزیونی که وی در آن نقش داشته‌است می‌توان به باد سیمگون اشاره کرد.